# Policías, en el corazón de la calle
Policías, en el corazón de la calle va ser una sèrie de televisió de gènere policíac espanyol produïda per Globomedia i emesa principalment en Antena 3 entre els anys 2000 i 2003. Més tard, es reposaria en alguns canals de pagament com Factoría de Ficción (canal de pagament), Calle 13, AXN (Espanya) a més d'en el canal de la TDT Nova. L'any 2013 la sèrie es torna a emetre integra a través del canal TDT autonòmic Popular TV CLM. Actualment, des de 2015 s'emet els divendres en el canal autonòmic Más Que Tele, mentre que des de 2016 s'emet tots els dissabtes en Atreseries Internacional per a l'audiència d'Amèrica i Europa, utilitzant en cada capítol el etiqueta #PolicíasA3S.

## Sinopsi
La trama de la sèrie es basava en una comissaria de Madrid i el seu inspector cap: Héctor Ferrer (Josep Maria Pou). En cada temporada hi havia un antagonista principal, a més de diverses trames secundàries cada capítol. Juntament amb El comisario va rebre un reconeixement de la Policia Nacional. També feia referència a la vida privada i sentimental de qualsevol policia tant en amors, com en addiccions, corrupcions i segrestos a familiars entre altres casos que succeeixen en la vida real de qualsevol policia implicat en el seu treball.

## Personatges principals
- Adolfo Fernández és Carlos Gándara Guzmán

Oficial de policia, arriscat i amant del seu treball. Divorciat de la seva dona, Patricia, es va enamorar de Lucía, la seva companya de patrulla, que moriria en acte de servei. El mateix li va ocórrer a Lola, la policia que la va substituir i amb la qual Carlos, malgrat rebutjar-la al principi, també va tenir una relació especial. Més tard va tenir una relació amb Marina, amb la qual sempre havia tingut una gran amistat i trobades esporàdiques, però la cosa no va quallar fins a la quarta temporada. La pitjor etapa de la seva vida va ser quan un assassí, Álex (Aitor Mazo), es va obsessionar amb ell, matant a Lola, posant una bomba en el seu cotxe i fent a Marina perdre el bebè que esperava del policia, a més de segrestar-la i lligar-la envoltada de dinamita. Finalment, ple d'ira, li dispara a boca de canó posant fi a la seva vida mentre Ferrer fa els ulls grossos en vista que el mateix Alex li diu a Carlos que mai pagarà pels seus crims ja que li declararan malalt mental.
En la cinquena temporada Carlos va tenir una època de desenfrenament, marcada per les drogues i l'alcohol. Va comptar amb el suport dels seus companys, especialment de Marina i Mateo, el seu millor amic, quan va estar en la presó acusat de l'assassinat d'Izaskun, una dona que va aparèixer morta després de passar la nit amb ell. En l'últim capítol de la sèrie reprèn la seva relació amb Marina.
Temporades:1,2,3,4,5,6.
- Ana Fernández és Lucía Ramos

Subinspectora de la comissaria, enamorada del seu company Carlos, encara que mai l'admetrà. Té una relació a distància amb un enginyer que treballa per tot Espanya, al qual a penes veu. Per a afermar la seva relació amb ell, demana el trasllat a una comissaria d'Almeria i així poder estar junts, però just abans de anar-se'n, en la seva última operació, contra els germans Guti, és assassinada per un d'ells. Era germana de Susana, la metgessa de la unitat del SUR.
Temporades:1.
- Josep Maria Pou és Héctor Ferrer

Inspector en cap de la comissaria, seriós i obsessionat amb el seu treball. Tira moltes bregues, però vol als seus companys com si anessin de la família, especialment al Rus. La seva filla Chus va ser segrestada en dues ocasions, una per uns iranians que busquen venjança i una altra pel seu company i amic Cruz. La seva dona va ser una de les víctimes de l'assassí de la sustentació, el qual penjava a dones amb el seu propi sostenidor. L'assassí va resultar ser Nerea, una policia malalta mental que treballava al seu càrrec.
Temporades:1,2,3,4,5,6.
- Natalia Millán és Lola Ruiz

Companya de Carlos i Cap del MIP durant la segona temporada. Encara que al principi li costa portar-se bé amb el seu company Carlos, Lola acaba tenint un romanç amb ell. És assassinada per Álex en el primer capítol de la tercera temporada amb un cotxe bomba dirigit a Carlos. Va començar el romanç amb Carlos quan aquest va enxampar al marit de Lola en una dutxa durant una intervenció.
Temporades:2,3 (dos episodis, l'últim en forma d'al·lucinació).
- Pedro Casablanc és Manuel Klimov "Ruso"

Mà dreta de Ferrer, fred, calculador i amb molt d'instint. Té un problema amb el joc que a vegades gairebé li costa la vida. Té un germà, però molt poc contacte amb ell. Va mantenir una relació amb Bibi (Juana Acosta), una prostituta que va morir assassinada.
Temporades 1,2,3,4,5,6.
- Toni Sevilla és Mateo Luna

És el millor amic de Carlos i company de Rafa, que va estar sortint una de les seves filles, Inma. Té problemes de diners, que s'incrementen quan li estafen en pagar cinc milions de pessetes per l'entrada d'un pis a una immobiliària fantasma. Està casat i cita constantment a la seva dona, La Mari, que mai va arribar a aparèixer en la sèrie. Va patrullar amb Rafa, Carmen i Eva.
Temporades:1,2,3,4,5,6.
- Laura Pamplona és Marina Blasco

Subinspectora de la comissaria, enamorada de Carlos, amb el qual té una relació inestable. També ha tingut relacions sentimentals amb Jaime i un metge de l'hospital, Gonzalo. Es va infiltrar en un bordell com a ballarina i com a perruquera en una agència de models. Durant una època patrullava sola amb moto, posteriorment amb Carlos. Va compartir pis amb Vera.
Temporades:1,2,3,4,5,6.
- Daniel Guzmán és Rafael "Rafa" Trujillo

Un policia jove i una cosa immadura, surt amb la filla de Mateo, Inma. És el millor amic de Pedro, amb el qual compartia pis fins a la seva marxa de la sèrie. Sent company de Jaime, amb el qual mai s'havia emportat res bé, i fent d'escorta d'una model va sofrir un tret per l'esquena que el va deixar paraplègic. La seva marxa a un centre especialitzat de Toledo va ser la manera de fer-lo desaparèixer de la sèrie.
Temporades:1,2,3,4 (quatre episodis).
- Diego Martín és Jaime Castro

Oficial de policia seriós i amb pocs amics, de caràcter reservat, segueix les normes rigorosament. Surt amb Vera pràcticament des del començament de la sèrie, encara que abans havia estat amb Marina. Va enganyar Vera amb el seu ex, Laura, encara que ella el va perdonar i van tornar junts. És molt sensible al maltractament a nens i a dones, a causa de la seva traumàtica infància. Va patrullar amb Vera, amb Rafa, amb Sebas i amb Laura.
Temporades:1, 2,3,4,5,6.
- Toni Acosta és Vera Muñoz

En la seva primera intervenció i sent companya de Jaime va matar a un lladre en defensa pròpia. Passat el temps va perdent la por i és una policia bona com la que més. En acabar els seus estudis de criminologia ajuda a Ferrer i Rus en recerca. El seu cas més delicat va ser el de la mort de la seva amiga Sabina, que la va portar a infiltrar-se en un sex shop i implicar-se fins al punt d'arribar a participar en una pel·lícula porno. En l'última temporada és ferida de gravetat per l'assassí de policies. Finalment tira endavant després d'una delicada operació. A més, decideix tornar amb Jaime, amb el qual havia trencat a causa de la infidelitat d'ell amb Laura.
Temporades:1,2,3,4,5,6.
- Lola Dueñas és Susana Ramos

Metgessa del SUR (Servei d'Urgència i Rescat) i companya de Pedro. És molt professional en el seu treball i molt eixelebrada en la seva vida real, necessitant sempre l'afecte de la seva gent. És germana de Lucía i va estar enamorada de Carlos. En la cinquena temporada deixa la comissaria perquè s'ha enamorat de Pedro, amb el qual va tenir una relació de constants anades i vingudes sense arribar a res seriós, i cerca una altra destinació.
Temporades:1,2,3,4,5.
- Andrés Lima és Pedro Bustillo

Amic i company de pis de Rafa i company de Susana, aquest infermer rabassut i buenazo sempre ha tingut problemes sentimentals. Està enamorat de Susana, encara que ha tingut relacions amoroses frustrades, com la que va tenir amb Nerea o amb Mamin, a la qual va deixar en el mateix convit de les seves noces en confessar-li Susana que encara estava enamorada d'ell.
Temporades:1,2,3,4,5,6.
- Paco Luque és Sebastián "Sebas" Buendía

Policía bonifaci i simpàtic, de Còrdova, ha estat diversos anys a càrrec dels calabossos. Sembla que va ser rellevat a aquest càrrec per alguna cosa que va fer en el seu anterior treball de guardaespatlles, cosa que a vegades dona lloc a les bromes i especulacions dels seus companys i (Es va ficar al llit amb Lady Di?). Té un cosí que sent civil l'ajuda en el seu treball a vegades, encara que per casualitat, ja que és un pertorbat que es creu policia. Està divorciat i va tenir algun que un altre "ligue" durant la sèrie que no va arribar a més. Va començar a patrullar en la tercera temporada amb Marina, en la quarta temporada ho va fer amb Jaime i en les dues últimes, amb Toño. Va rebre la medalla al mèrit policial amb distintiu vermell després de rescatar a un nen d'un incendi.
Temporades :1,2(regular).3,4,5,6.
- Roberto Mori és Antonio "Toño" Valdelomar

Inspector de guàrdia, no surt de comissaria fins a les dues últimes temporades, excepte quan s'infiltra en l'empresa Meganet. Famós pels poemes que llegeix en els brífing, els quals donen títol als capítols de la sèrie. Està enamorat de Vera, amb la qual va a classes de teatre, però mai arriba a entremetre's en la relació entre ella i Jaime.
Temporades :1,2(regular). 3,4,5,6.
- Ana Marzoa és Carmen Ruiz

Policía veterana coneguda i bona amiga de Mateo, amb qui patrulla i comparteix els seus problemes. Torna al treball després d'haver estat dedicada als seus fills, un d'ells malalt del cor. El seu matrimoni viu una forta crisi quan el seu marit perd el seu treball i cau en una depressió.
Finalment torna a deixar la policia per a tornar a dedicar-se als seus fills ja que el seu marit troba un nou treball.
Temporades :4,5.
- Melani Olivares és Laura Galarza

Companya de Jaime i ex-promesa d'aquest quan estaven en l'acadèmia. Viu amb Pedro quan Rafa deixa el pis, i manté una relació esporàdica amb Jorge. És una dona molt liberal i sincera, diu sempre el que pensa amb molta claredat. Es va ficar al llit amb Jaime, amb quipatrullava, a pesar que ell estava amb Vera.
Temporades :5,6.
- Sonia Castelo és Eva Berlanga

Companya de Mateo a l'última temporada, té un afer amb Carlos, pel qual se sent atreta des del principi. És segrestada per un dement que col·lecciona coses que li porten records feliços, i a ella la té com un altre record més.
Temporades :6.
- Rodolfo Sancho és Jorge Vega

Faldiller i alguna cosa dèspota amb el seu subordinat Pedro, substitueix en la direcció del SUD a Susana. És atropellat per un boig que vol "ajudar" Pedro. És poc disciplinat i una cosa barruda, alguna cosa que al principi desespera Pedro i li fa trobar encara més en falta a Susana.
Temporades :6.
- Nathalie Poza és Nerea Yanci

Va tenir un romanç amb Pedro que no va quallar, ja que es va suïcidar en saltar d'un gratacel en adonar-se que en la seva demència havia estat ella l'assassina múltiple de la sustentació.
Temporades 1(1 capítol),2.
- Héctor Colomé és Julio Cruz

Inspector i íntim amic de Ferrer, al final de la temporada es descobreix que és corrupte i mor després de segrestar a Chus.
Temporades :4.

## Capítols

### Primera temporada (GHener-Abril de 2000)
Personatges principals;	Ana Fernández (Lucía), Adolfo Fernández (Carlos), Daniel Guzmán (Rafa), Toni Sevilla (Mateo), Laura Pamplona (Marina), Diego Martín (Jaime), Lola Dueñas (Susana), Andrés Lima (Pedro), Toni Acosta (Vera), Pedro Casablanc (Ruso), Josep Maria Pou (Ferrer)
Personatges secundaris; Juan Meseguer (Comisario Clavijo), Esther Toledano (Chus)
Personatges Episòdics; Fernando Huesca (Gonzalo), Enrique Arce
- 01. La estela que en ti dejó el futuro.
- 02. Los errores de los otros.
- 03. Una palabra hacia la que tú ardes.
- 04. Un perro ladra en la tormenta.
- 05. El fantasma del beso delincuente.
- 06. Hornos de fuego abierto.
- 07. Llorar ante el muro ciego.
- 08. Junto a mí, sin cesar, se agita el demonio.
- 09. Despierta, calla, escucha.
- 10. Te forjé como una arma.
- 11. Acechas amantes.
- 12. Los desiertos del mundo al extenderse.
- 13. Carmín de vida renovada.

### Segona temporada (Setembre-Desembre de 2000)
- 14. Vivir se ha puesto al rojo vivo.
- 15. Perfume que sobre mi carne ha quedado.
- 16. Velocidad de fuga entre sus fauces.
- 17. Caerá la espada sin filo.
- 18. Corro por los sueños sin falda.
- 19. Algo fieramente puro.
- 20. Astro negro.
- 21. Era mi dolor tan alto.
- 22. La voz que aún no ha sonado.
- 23. Sus labios rojos ennegrecidos a besos.
- 24. Hombres sin lágrimas.
- 25. A través de la noche urbana.
- 26. La memoria desfallecida.
- 27. Laberinto de la máxima destrucción.

### Tercera temporada (Abril-Juliol de 2001)
- 28. Ayer te besé en los labios.
- 29. El espanto seguro de estar mañana muerto.
- 30. El cielo es un lugar donde nunca pasa nada.
- 31. A ti te hiere aquel que quiso hacerme daño.
- 32. El dolor y su manto.
- 33. Intimo país lleno de monstruos.
- 34. Ojos que vi tan llenos de dolor.
- 35. Sentir que yo era tu.
- 36. En la galaxia virtual de las cabinas porno.
- 37. Todo ha llegado demasiado tarde.
- 38. Tan cerca de los brazos maniatados.
- 39. Luchando cuerpo a cuerpo con la muerte.
- 40. Lo más hondo de mi cueva umbría.
- 41. El horror como eje de la trama.

### Quarta temporada (Setembre-Desembre de 2001)
- 42. La sangre aulla.
- 43. Tiempo presente y tiempo pasado.
- 44. Bajo la terrible tiniebla de la luz solar.
- 45. Los últimos versos que yo escribo.
- 46. Por quése pudre lentamente mi alma.
- 47. He nacido para el luto y el dolor.
- 48. Azul índigo.
- 49. Más fácil convenceríais a la que amáis.
- 50. Las noches pálidas.
- 51. Todo resuelto.
- 52. En este corazón donde hace frío.
- 53. Bésame, muérdeme, incendiame.
- 54. Mis ojos son los ojos de un perdedor.
- 55. Desgarradora interrogación.
- 56. Sonrieme una vez más antes de que me olvide de ti.

### Cinquena temporada (Gener-Maig de 2002)
- 57. Vivimos sin saber si el aire es nuestro.
- 58. Algún día tendré sueño por la tarde.
- 59. Mientras trago saliva.
- 60. Levántate, vamos.
- 61. Las angustias se desvanecen.
- 62. Amo a este hombre misógino.
- 63. Los muertos tienen paz.
- 64. Nada excepto la bruma.
- 65. Los pasos de Judas en nuestras habitaciones.
- 66. El límite del amor que puedo inspirar.
- 67. Que hermosa tu, libre y en pie.
- 68. De nuevo en el camino, el temor se confirma.
- 69. Yo muero, tu vives.

### Sisena temporada (Setimbre de 2002 – Gener de 2003)
- 70. Asesinatos dulces como nieve.
- 71. Copular con la luz de las sombras me embaraza.
- 72. El horizonte no tiene nada que ver con el futuro.
- 73. Mi piel está hecha de estrellas.
- 74. Por el caos febril de la modorra.
- 75. Mi voluntad puede matarme.
- 76. Nadie ha consumado mi homicidio.
- 77. Trabajos de día, de noche dolor.
- 78. Mi marchito y estéril corazón.
- 79. Por una oscura cañada.
- 80. No siento, no sufro, otros lo hacen por mí.
- 81. De un corazón llegué a un abismo.
- 82. Odio y amo.
- 83. Nunca más escribiré vuestros nombres.